# Fernanda Oliveira
Fernanda Oliveira (19 dicembre 1980) è una velista brasiliana.

## Palmarès

### Olimpiadi
- 1 medaglia:
  - 1 bronzo (Pechino 2008 nella classe 470)